# Sunshine Day
Sunshine Day è un singolo del 1968 dei Jethro Tull, presente nell'album This Was.
Fu registrato il 6-7 gennaio 1968 ai CBS Studios di Londra, e il singolo fu pubblicato il 16 febbraio 1968 dalla MGM Records, inizialmente solo nel Regno Unito. Il lato B, "Aeroplane", fu registrato il 22 ottobre 1967 agli EMI Studios di Londra, sotto il nome d'arte "John Evan Band". Entrambe le tracce sono state prodotte da Derek Lawrence, che è anche accreditato per aver designato la band come Jethro Toe.
"Sunshine Day" è stata scritta da Mick Abrahams, che si unì alla band alla fine del 1967. I compositori di "Aeroplane" lato b del singolo, erano Ian Anderson e "Len Barnard", quest'ultimo uno pseudonimo del bassista dei Tull Glenn Cornick (nato Glenn Douglas Barnard Cornick). L'uscita ha venduto quasi un centinaio di copie, per lo più ad amici e parenti. I Jethro Tull iniziarono a registrare il loro primo album, This Was, nel giugno 1968

## Comparse in altri album
- 20 Years of Jethro Tull (1988)
- 25th Anniversary Box Set (1993)
- The Best of Jethro Tull: The Anniversary Collection (1993)